# 麻生久美子
麻生 久美子（あそう くみこ、1978年〈昭和53年〉6月17日 - ）は、日本の女優。本名：伊賀 久美子。
千葉県出身。ブレス所属。夫はスタイリストの伊賀大介。
血液型B型。身長162cm。

## 来歴
アイドル歌手志望で履歴書を現事務所に送ったことがきっかけで、1995年、第6回『全国女子高生制服コレクション』でグランプリを受賞。同年『BAD GUY BEACH』で映画デビュー。
当初は女優業にはあまり興味がなかったが、当時のマネージャーに本当の目的を知らされないまま1998年公開の『カンゾー先生』のオーディションを受けたところ合格し、出演が決定。無名女優から一気に日本アカデミー賞最優秀助演女優賞、新人俳優賞をはじめ数々の映画賞を受賞し、女優としての地位を確立した。
2006年にはテレビ朝日系のテレビドラマ『時効警察』に出演。コメディ初挑戦となる同作で主演のオダギリジョーとの掛け合いやコミカルな演技が話題を呼び、女優として新境地を開拓した。翌2007年には続編となる『帰ってきた時効警察』が制作され、同作のサウンドトラック盤では役名の三日月しずか名義にて歌手デビューも果たしている。
2009年12月には岩松了作・演出による舞台『マレーヒルの幻影』にて初舞台を踏む。
2015年、『怪奇恋愛作戦』でドラマ初主演を務める。

## 受賞歴

### 映画賞
1998年度
- 第1回インターナショナルコミュニケーションフェスタ ベストコミュニケーションパーソン（『カンゾー先生』）
- 第23回報知映画賞 助演女優賞（『カンゾー先生』）
- 第20回ヨコハマ映画祭 最優秀新人賞（『カンゾー先生』）
- 第24回おおさか映画祭 新人賞（『カンゾー先生』）
- 第22回日本アカデミー賞
  - 新人俳優賞（『カンゾー先生』）
  - 最優秀助演女優賞

- 第8回日本映画批評家大賞 新人賞（『カンゾー先生』）

2001年度
- 第16回高崎映画祭 最優秀主演女優賞（『贅沢な骨』）
- 第11回日本映画プロフェッショナル大賞 主演女優賞（『回路』『贅沢な骨』『0cm4』他）

2007年度
- 第32回報知映画賞 主演女優賞（『夕凪の街 桜の国』）
- 第62回毎日映画コンクール 女優主演賞（『夕凪の街 桜の国』）
- 第50回ブルーリボン賞 主演女優賞（『夕凪の街 桜の国』）

2009年度
- 第1回日本シアタースタッフ映画祭 主演女優賞（『インスタント沼』）

2011年度
- 第35回日本アカデミー賞 優秀助演女優賞（『モテキ』）

2013年度
- 第23回日本映画批評家大賞 主演女優賞（『ばしゃ馬さんとビッグマウス』）

### その他の賞
- 週刊ヤングジャンプ 第6回全国女子高生制服コレクション グランプリ（1995年）
- 2010 50th ACC CM FESTIVAL（2010年） - 演技賞（サッポロビール『オフの贅沢』）
- 第105回ザテレビジョンドラマアカデミー賞（2020年） 助演女優賞（『MIU404』）[16]

## 人物
趣味はドライブ、映画鑑賞、マンガ（好きな作品は『BASARA』、『うしおととら』）。
女優としてのターニングポイントはドラマ『時効警察』を挙げた。『時効警察』に出会う前に、女優引退を考えたこともあった。
中学の頃から西田ひかるファンでファンクラブにも入会し、握手会にも参加していた。彼女と同じ位置にホクロをマジックで書いていたら、本当にそこの位置にホクロができたとインタビューで語っている。

## 私生活
スタイリストの伊賀大介と4年間の交際期間を経て2007年12月28日に結婚。2011年11月28日には妊娠5か月であることを事務所を通じて発表、翌2012年5月7日に第1子となる女児を出産している。2016年6月9日には第2子妊娠を発表。11月15日に男児を出産。

## 出演作品

### 映画
- BAD GUY BEACH（1995年10月27日、アルゴ・ピクチャーズ） - 樋口ユカ 役
- 7月7日、晴れ（1996年5月11日、東宝） - 羽山 役
- 猫の息子（1997年4月19日、ケイエスエス） - 榊原裕美 役
- カンゾー先生（1998年10月17日、東映） - 万波ソノ子 役
- ニンゲン合格（1999年1月23日、松竹） - 吉井千鶴 役
- Danger de mort ダンジェ（1999年5月8日、ギャガ・コミュニケーションズ） - ファミレス・ウエイトレス 役（友情出演）
- セカンドチャンス エピソード1（1999年11月27日、シネカノン / 東映） - 後藤美登利 役
- リング0 バースデイ（2000年1月22日、東宝） - 立原悦子 役
- ひまわり（2000年7月29日、ケイエスエス） - 主演・真鍋朋美 役
- 風花 kaza-hana（2001年1月27日、シネカノン） - 美樹 役
- 回路（2001年2月10日、東宝） - 工藤ミチ 役
- Stereo Future（2001年6月2日、東北新社） - 安藤美香 役
- RUSH!（2001年6月23日、スローラーナー） - 靖子 / 美香 役（一人二役）
- 0CM4（2001年7月14日、SHINICHIRO ARAKAWA JAPAN / スローラーナー） - 妹 役
- RED SHADOW 赤影（2001年8月11日、東映） - 飛鳥 役
- 贅沢な骨（2001年8月25日、スローラーナー） - 主演・ミヤコ 役
- 命（2002年9月14日、東映） - 美里の妹 役
- ラストシーン（2002年11月9日、オムロ / オズ） - ミオ 役
- SF Short Films（2003年3月8日、ギャガ・コミュニケーションズ） - 立川空子 役
- 11'09''01/セプテンバー11（2003年4月5日、東北新社） - 古橋佐恵 役
- 魔界転生（2003年4月26日、東映） - クララお品 役
- アイデン&ティティ（2003年12月20日、東北新社） - 彼女 役
- 伝説のワニ ジェイク（2004年2月7日、スローラーナー） - モニカ・フェッリ 役
- ゼブラーマン（2004年2月14日、東映） - ニュースキャスター 役
- eiko エイコ（2004年2月28日、東京テアトル / 日本シムコ） - 主演・秋森エイコ 役
- Jam Films2 「CLEAN ROOM」（2004年3月27日、東芝エンタテインメント） - 星野 役
- CASSHERN（2004年4月24日、松竹） - 上月ルナ 役
- 丹下左膳 百万両の壺（2004年7月17日、エデン） - 萩乃 役
- 青い車（2004年11月20日、ジェネオン エンタテインメント / スローラーナー） - 佐伯アケミ 役
- ハサミ男（2005年3月19日、メディアボックス） - 安永知夏 役
- 真夜中の弥次さん喜多さん（2005年4月2日、アスミック・エース） - バーテンの妻 役（友情出演）
- THE 有頂天ホテル（2006年1月14日、東宝） - 小原なおみ 役
- 涙そうそう（2006年9月30日、東宝） - 稲嶺恵子 役
- どろろ（2007年1月27日、東宝） - お自夜 役
- 夕凪の街 桜の国（2007年7月28日、アートポート） - 主演・平野皆実 役
- 怪談（2007年8月4日、ザナドゥー / 松竹） - お累 役
- 転々（2007年11月10日、スタイルジャム） - 三日月しずか 役（友情出演）
- ハーフェズ ペルシャの詩（2008年1月19日、ビターズ・エンド） - 主演・ナバート 役
- ぼくたちと駐在さんの700日戦争（2008年4月5日、ギャガ・コミュニケーションズ） - 加奈子 役
- 純喫茶磯辺（2008年7月5日、ムービーアイ） - 菅原素子 役
- たみおのしあわせ（2008年7月19日、スタイルジャム） - 三枝瞳 役
- CR 七人の侍（2008年制作、フィールズ） - 志乃 役[注 2]
- アキレスと亀（2008年9月20日、東京テアトル / オフィス北野） - 倉持幸子（青年期） 役
- コドモのコドモ（2008年9月27日、ビターズ・エンド） - 八木希代子 役[26]
- 罪とか罰とか（2009年2月28日、東京テアトル） - 助手席の女 役
- Beauty うつくしいもの（2009年3月14日、ジョリー・ロジャー） - 東浦歌子 役
- おと・な・り（2009年5月16日、ジェイ・ストーム） - 登川七緒 役
- インスタント沼（2009年5月23日、アンプラグド / 角川映画） - 主演・沈丁花ハナメ 役
- ウルトラミラクルラブストーリー（2009年6月6日、リトルモア） - 神泉町子 役
- シーサイドモーテル（2010年6月5日、アスミック・エース） - キャンディ 役
- ロック〜わんこの島〜（2011年7月23日、東宝） - 野山貴子 役
- 日輪の遺産（2011年8月27日、角川映画） - 金原涼子 役
- モテキ（2011年9月23日、東宝） - 枡元るみ子 役
- 幸運の壺 Good Fotune（2012年2月25日、よしもとクリエイティブ・エージェンシー） - 袴田麻美 役
- 宇宙兄弟（2012年5月5日、東宝） - 伊東せりか 役
- ガール（2012年5月26日、東宝） - 武田聖子 役
- グッモーエビアン!（2012年12月15日、ショウゲート） - 主演・広瀬アキ 役（大泉洋とW主演）
- 舟を編む（2013年4月13日、松竹 / アスミック・エース） - ポスターの女優 役[27]
- ばしゃ馬さんとビッグマウス（2013年11月2日、東映） - 主演・馬淵みち代 役（安田章大とW主演）
- ニシノユキヒコの恋と冒険（2014年2月8日、東宝映像事業） - 夏美 役[28]
- 小野寺の弟・小野寺の姉（2014年10月25日、ショウゲート） - 祖父江好美 役
- ラブ&ピース（2015年6月27日、アスミック・エース） - 寺島裕子 役[29]
- グラスホッパー（2015年11月7日、KADOKAWA / 松竹） - すみれ 役[30]
- 俳優 亀岡拓次（2016年1月30日、日活） - 室田安曇 役[31]
- 森山中教習所（2016年7月9日、ファントム・フィルム） - サキ 役[32]
- 散り椿（2018年9月28日公開、東宝） - 篠 役[33]
- 音量を上げろタコ!なに歌ってんのか全然わかんねぇんだよ!!（2018年10月12日、アスミック・エース） - 女医 役[34]
- 翔んで埼玉（2019年2月22日、東映）- 菅原真紀 役[35]
- いちごの唄（2019年7月5日、ファントム・フィルム） - カメオ出演[36]
- マスカレード・ナイト（2021年9月17日、東宝）[37]
- とんび（2022年4月8日、KADOKAWA・イオンエンターテイメント） - 美佐子 役[38][39]
- はい、泳げません（2022年6月10日、東京テアトル・リトルモア）- 美弥子 役[40]
- 有り、触れた、未来（2023年3月10日、Atemo） - 瞳 役[41]
- 高野豆腐店の春（2023年8月18日、東京テアトル） - 高野春 役[42][43]
- ラストマイル（2024年8月23日、東宝） - 桔梗ゆづる 役[44][45]
- 海辺へ行く道（2025年晩夏公開予定、東京テアトル / ヨアケ）[46]
- THE オリバーな犬、(Gosh!!)このヤロウ MOVIE（2025年9月26日公開予定、エイベックス・フィルムレーベルズ） - 漆原冴子 役[47][48]

### テレビドラマ
- 君と出逢ってから（1996年4月12日 - 7月5日、TBS） - 細川由美 役
- ご就職（1998年5月16日 - 6月20日、NHK BS2）
- 櫂（1999年5月6日 - 20日、NHK BS2）[49]
- オアシス（2000年1月10日、NHK）
- 喪服のランデヴー（2000年8月15日 - 9月12日、NHK） - 飯田聖美 役
- 伝説のワニ ジェイク 第16話（2001年10月21日、テレビ東京） - 声の出演
- 大河ドラマ（NHK）
  - 新選組! 第1話 - 第44話（2004年1月11日 - 11月7日） - おりょう 役
  - いだてん〜東京オリムピック噺〜 第2部（2019年6月30日 - 12月15日） - 田畑（酒井）菊枝 役[50]
- 金曜ナイトドラマ（テレビ朝日）
  - 時効警察（2006年1月13日 - 3月10日） - 三日月しずか 役
    - 帰ってきた時効警察（2007年4月13日 - 6月8日）
    - 時効警察・復活スペシャル（2019年9月29日）
    - 時効警察はじめました（2019年10月11日 - 12月6日）[51]

  - 魔物 (마물)（2025年4月18日 - 6月13日） - 主演・華陣あやめ 役[52]
- かわい子くん（2008年11月21日、WOWOW） - 冷水理子 役
- チェイス〜国税査察官〜（2010年4月17日 - 5月22日、NHK） - 川島歌織 役
- 泣くな、はらちゃん（2013年1月19日 - 3月23日、日本テレビ） - 越前さん 役[53]
- 弱くても勝てます〜青志先生とへっぽこ高校球児の野望〜（2014年4月12日 - 6月21日、日本テレビ） - 利根璃子 役[54]
- ドラマ24（テレビ東京）
  - 怪奇恋愛作戦（2015年1月9日 - 3月28日） - 主演・消崎夏美 役[55]
  - 下北沢ダイハード 第3話（2017年8月5日） - 杉田由紀子 役[56]
- ナポレオンの村（2015年7月 - 9月、TBS） - 岬由香里 役[57]
- 奇跡の人（2016年4月 - 6月、NHK BSプレミアム） - 鶴里花 役 [58]
- この声をきみに（2017年9月 - 11月、NHK） - 江崎京子 役[59]
- がん消滅の罠〜完全寛解の謎〜（2018年4月2日、TBS） - 夏目紗季 役[60]
- dele（2018年7月27日 - 9月14日） - 坂上舞 役[61]
- MIU404（2020年6月26日 - 9月4日、TBS） - 桔梗ゆづる 役[62]
- 松尾スズキと30分の女優 「麻生久美子の乱」（2021年3月、WOWOWプライム）
- あのときキスしておけば（2021年4月30日 - 、テレビ朝日） - 唯月巴 役（井浦新と二人一役）[63][注 3]
- オリバーな犬、 (Gosh!!) このヤロウ（2021年9月17日  - 10月1日、NHK総合）- 漆原冴子（狭間県警鑑識課警察犬係）役 [65]
  - オリバーな犬、 (Gosh!!) このヤロウ シーズン2（2022年9月20日 - 10月4日、NHK総合）- 漆原冴子（狭間県警鑑識課警察犬係）役[66]
- unknown（2023年4月18日 - 6月13日、テレビ朝日） - 闇原伊織 役[67]
- ユーミンストーリーズ 第2話「冬の終り」（2024年3月11日 - 14日、NHK） - 主演・藤田朋己 役[68][69]
- 連続テレビ小説 おむすび（2024年9月30日 - 2025年3月28日、NHK） - 米田愛子 役[70]

### Webドラマ
- もうひとつのクレヨンしんちゃん やかんの家族だゾ！（2025年4月9日 - 、「やかんの麦茶」公式Instagram / コカ・コーラ公式YouTube） - 野原みさえ 役[71][72][73][74]

### 舞台
- マレーヒルの幻影（2009年12月5日 - 27日、本多劇場 / 2010年1月9日、シアター・ドラマシティ） - 三枝子 役[9]
- 断色〜danjiki〜（2013年6月 - 2013年7月） - 小杉朝子 役[75]
- 結びの庭（2015年3月5日 - 4月12日、本多劇場 他） - 来宮瞳子 役[76]
- 同じ夢（2016年2月5日 - 21日、シアタートラム 他） - 高橋美奈代 役[77]
- クラッシャー女中（2019年3月22日 - 4月14日、本多劇場 他） - 主演・ゆみ子 役（中村倫也とW主演）[78]
- 日本総合悲劇協会VOL.7『ドライブイン カリフォルニア』（2022年5月27日 - 6月26日、本多劇場 / 6月29日 - 7月10日、サンケイホールブリーゼ） - マリエ 役[79]

### 短編映画
- ウタモノガタリ-CINEMA FIGHTERS project-「ファンキー」（2018年）- 美和 役

### 劇場アニメ
- カラフル（2010年8月21日、東宝） - 真の母 役[80][注 4]
- おおかみこどもの雨と雪（2012年7月21日、東宝） - 堀田の奥さん 役[81]
- 百日紅 〜Miss HOKUSAI〜（2015年5月9日）- 小夜衣 役[82]
- バケモノの子（2015年7月11日、東宝） - 九太の母 役[83]
- 未来のミライ（2018年7月20日、東宝） - おかあさん 役[84]
- バースデー・ワンダーランド（2019年4月26日、ワーナー・ブラザース映画） - ミドリ 役[85]
- かがみの孤城（2022年12月23日、松竹）- こころの母 役[86]

### 吹き替え
- ぼくの名前はズッキーニ（2018年2月10日、ビターズ・エンド、ミラクルヴォイス） - カミーユ 役[87]
- FLY!/フライ!（2024年3月15日、東宝東和） - パム 役（エリザベス・バンクス）[88]

### ナレーション
- 情熱大陸（2009年4月26日、毎日放送）
- テレメンタリー2009 トキは飛んでいく（2009年9月28日、テレビ朝日）
- NONFIX 銭湯+芸術=? 画家大竹伸朗という生き方（2009年11月4日、フジテレビ）
- 三代友達 〜大地の祈り 黒川能の絆〜（2011年4月29日、NHK総合）
- ダウンタウンのガキの使いやあらへんで!! 「ガキの使い卒業 さようなら山崎邦正」（2014年4月13日、日本テレビ）[89]
- 奇跡のレッスン（2016年5月 - 2017年9月29日、NHK Eテレ）[90]
- 目撃!にっぽん「悲劇のゼロ戦 痕跡を探して〜終戦の日に散った若者たち〜」（2021年11月21日、NHK総合）[91]
- 生理のおじさんとその娘（2023年3月24日、NHK総合）

### PV
- Sweet Robots Against The Machine（テイ トウワ） - FREE
- 100s - モノアイ/空い赤
- エレファントカシマシ - 彼女は買い物の帰り道
- DEEN - Birthday eve 〜誰よりも早い愛の歌〜
- サカナクション - バッハの旋律を夜に聴いたせいです。

### CM
- P&G「クレアラシル」（1993年）
- ファミリーマート（1993年）
- 三菱電機「ハイビジョン」（1994年）
- 雪印乳業「とろけるバターブレンド」（1995年）
- 日清製粉「キャラット5つの味」（1995年）
- サントリー
  - 「カンフー」（1995年）
  - 「リピュア」（2002年）
- 花王
  - 「ハーブス」（1995年）
  - 「メリット」（2020年1月 - ）[92]
- タケダ「ベンザブロック」（1996年 - 1997年）
- 家庭教師のトライ（1999年）
- 佐川急便「飛脚クール便」（1999年 - 2002年）
- NTTコミュニケーションズ「0033世界局番」（2000年1月 - 4月）
- 参天製薬「サンテピュアアイエッセンス」（2000年 - 2001年）
- PARCO「グランバザール」（2002年1月2日 - 1月14日） - ナレーションのみ
- ADAMS「クロレッツXP」（2002年9月 - 2003年3月）
- カネボウ化粧品「SALA」（2004年7月 - 2006年6月）[93]
- 森永製菓
  - 「ダース」（2005年10月 - ）
  - 「カカオの力」（2022年11月 - ）[94]
- 千葉県選挙管理委員会 千葉県知事選挙（2006年2月24日 - ）
- 大和ハウス工業（2006年5月 - ）
- ヤマサ醤油「昆布つゆ」（2007年10月 - ）[95]
- ユニクロ「ヒートテックインナー」（2007年10月 - ）
- ロート製薬
  - 「スキンアクア」（2008年）
  - 「白茶爽・白茶洗顔」（2011年）
- ルミネ「i LUMINE」（2008年）
- サッポロビール「オフの贅沢」（2009年10月 - ）
- AEON セレブレイトスーツ（2011年）[96]
- PARCO グランバザール「パルコアラ×モテキ」（2011年）
- 千趣会 ベルメゾン（2013年）[97]
- キリンビール「ワインスプリッツァ」（2013年）[98]
- アサヒ飲料「ウェルチ」（2014年 - ）[99]
- 第一三共ヘルスケア「トランシーノ」シリーズ（2014年3月 - ）[100]
- パピレス「Renta!」（2015年1月 - ）[17]
- DHC「サンシャインビタミンシリーズ」（2018年9月 - ）[101]
- 日本コカ・コーラ
  - 「ジョージア ブランドキャンペーン」（2019年1月 - ）[102]
  - 「やかんの麦茶 from 爽健美茶」（2025年4月 - ）[注 5][71][72]
- ショップジャパン「トゥルースリーパー プレミアケア」（2019年5月 - ）[103]
- ふるさと納税 さとふる（2021年9月 - ）[104]
- 東洋水産 「マルちゃん赤いきつねと緑のたぬき」（2021年10月 - ）[105]
- 日本マクドナルド
  - 「北海道じゃがバタてりやき」「大阪お好み焼き風ソースたまごてりやき」「博多明太てりやきチキン」（2023年6月 - ）[106]
  - 「スパイシーチキンマックナゲット黒胡椒ガーリック」（2025年1月 - ）[107]

## 作品

### CD
いずれも『「帰ってきた時効警察」オリジナル・サウンドトラック+』に収録。アーティスト名はドラマの役名の「三日月しずか」名義。プロデュースはケラリーノ・サンドロヴィッチ。
- 「しゃくなげの花」（作詞・作曲：犬山イヌコ、編曲・演奏：三浦俊一）
- 「月見そばのうた」（作詞・作曲：犬山イヌコ、編曲・演奏：三浦俊一）
- 「たべもの」（作詞：犬山イヌコ、作曲：犬山イヌコとKERA、編曲・演奏：三浦俊一）

#### トリビュート
- 銀杏BOYZ『きれいなひとりぼっちたち』 - 麻生久美子「夢で逢えたら」（2016年）[108]

### 書籍
- 『いろいろないろ』（幻冬舎、2004年）
- 『忘れられない花のいろ 麻生久美子のペルシャ紀行』（ブルース・インターアクションズ、2007年）

### VHS
- 「あなたに魅せたくて! 素顔の17才」（芳友メディアプロデュース、1995年10月）